# Escola Evangèlica de Rubí
L'Escola Evangèlica de Rubí és un edifici del municipi de Rubí (Vallès Occidental) protegit com a bé cultural d'interès local.

## Descripció
És un edifici entre mitgeres, de planta rectangular, en planta baixa i un pis, tots dos d'una alçada superior a la normal d'un habitatge de l'època. La façana presenta un eix de simetria principal i dos de secundaris. La composició de la façana és la següent; al pis de baix hi ha una finestra simple, al centre una finestra triple (dividida per mainells de maó) amb llinda oberta a sota de d'un sobrearc escarser triforat, porta d'accés. Al primer pis trobem una finestra triple al centre i una de simple a banda i banda. La façana està rematada per un ràfec.

## Història
L'església evangèlica va ser iniciada l'any 1881 per Francisco Albricias que va ser el fundador la societat del socors mutus "La Fraternitat", així com el "Casino Rubinense". L'escola, anomenada popularment el "protestà", va ser el lloc de celebració dels oficis del diumenge de l'obra evangèlica de Rubí fins a l'any 1930, moment en què es construeix el nou temple. Perquè es pogués celebrar l'ofici dominical, les taules escolars servien també com a bancs d'església. Durant l'època franquista es va clausurar.